# La Mesa (Los Santos)
La Mesa es un corregimiento ubicado en el distrito de Macaracas en la provincia panameña de Los Santos. En el año 2010 tenía una población de 641 habitantes y una densidad poblacional de 13,9 personas por km².

## Toponimia y gentilicio
Toma su nombre de mesa. Una mesa es una zona elevada de terreno con una cima plana y cuyos lados suelen ser acantilados abruptos. Su nombre deriva de su forma distintiva, semejante al tablero superior de una mesa.

## Geografía física
De acuerdo con los datos del INEC el corregimiento posee un área de 46,2 km².

## Demografía
De acuerdo con el censo del año 2010, el corregimiento tenía una población de unos 641 habitantes. La densidad poblacional era de 13,9 habitantes por km². 